# 伯赛大
伯赛大（Bethsaida；发音为/ˌbɛθseɪˈiːdə/；Βηθσαΐδά bēthsaidá；Bet'shayid「house of fishing」） 是一个在新约圣经中提到的地名。现在该地位于以色列。